# Chenouda II d'Alexandrie
Chenouda II ( Sanythios II) d'Alexandrie est un patriarche d'Alexandrie de l'Église copte du 19 mars 1032 au 29 octobre 1046.